# Capricia (A 5322)
Il Capricia è uno yacht da regata della Marina Militare, utilizzata come nave scuola per l'addestramento degli Allievi dell'Accademia Navale di Livorno.

## Il progetto
Il Capricia fu costruita e varata nel 1963, nei cantieri Bengt Plym di Saltsjöbaden in Svezia, su disegno dello studio Sparkman & Stephens di New York. È una barca a vela armata a iolla tipo Marconi; venne progettata per competere nelle regate d'altura secondo la formula RORC, allora in vigore.
La barca è realizzata interamente in legno: per la struttura è stata utilizzata la quercia bianca, per il fasciame il mogano e per la coperta il teak. Gli alberi sono invece realizzati in peccio canadese.
Presenta una velatura di 254 m2. In caso di necessità o bonaccia può contare su un motore diesel da 160 cavalli.

## Storia
Primo proprietario fu tale Einar Hansen di Malmö (Svezia). L'anno del varo partecipò vincendo in tempo reale la Regata del Fastnet, la New York YC Trophy Race e l'evento della Britannia Cup.
Nel 1971 venne acquistata dalla famiglia Agnelli, che effettuò una radicale modifica degli interni, inclusa la realizzazione di un bagno con vasca.
Nel 1993, è stata donata alla Marina Militare. Da allora è stata destinata alla formazione ed all'addestramento degli allievi dell'Accademia Navale. Durante il periodo scolastico è impegnata in uscite giornaliere nelle acque dell'arcipelago toscano, mentre nei tre mesi estivi si svolge invece una campagna d'istruzione riservata agli Aspiranti Guardiamarina che hanno completato il 3º anno di studi (insieme alle altre barche scuola della Marina Militare, in particolare Stella Polare e Orsa Maggiore).
Allo stesso tempo, essendo iscritta all'Associazione Italiana Vele d'Epoca, partecipa ai raduni di barche d'epoca ed alle più prestigiose regate internazionali.
L'unità è inquadrata nel COMGRUPVELA ed ha come sede di servizio Livorno.